# Svatý Ladislav
Svatý Ladislav I. (maďarsky: Szent László, latinsky: sanctus Ladislaus, 27. června 1046?, Polsko – 29. července 1095, moravsko-uherská hranice) byl uherský král v letech 1077–1095. V katolické církvi je uctíván jako svatý a spolupatron uherský (maďarský), slovenský, chorvatský, sedmihradský a osobní patron králů toho jména, Ladislava II. Uherského, Ladislava Pohrobka a Vladislava II. Jagellonského.

## Život

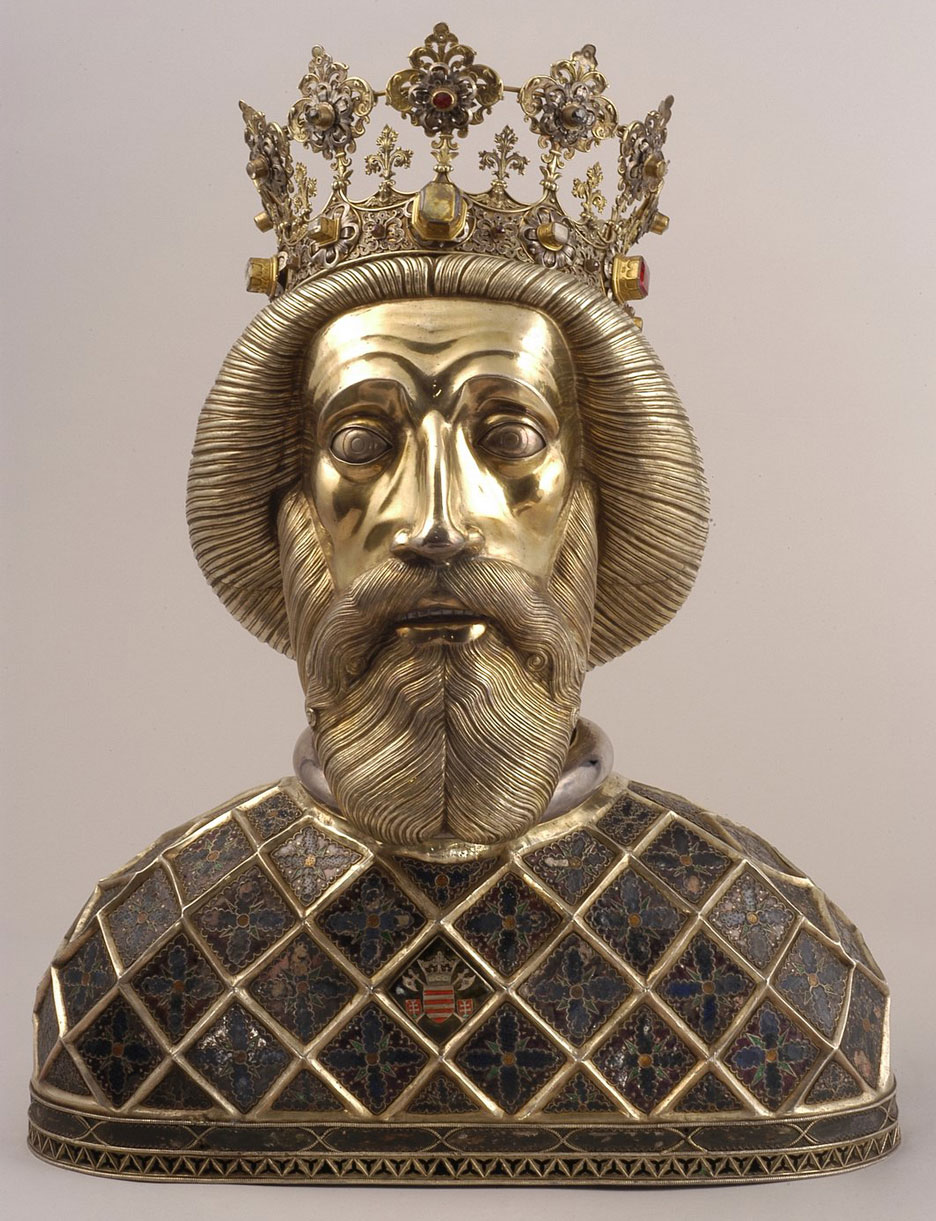
Relikviářová busta sv. Ladislava, po roce 1406

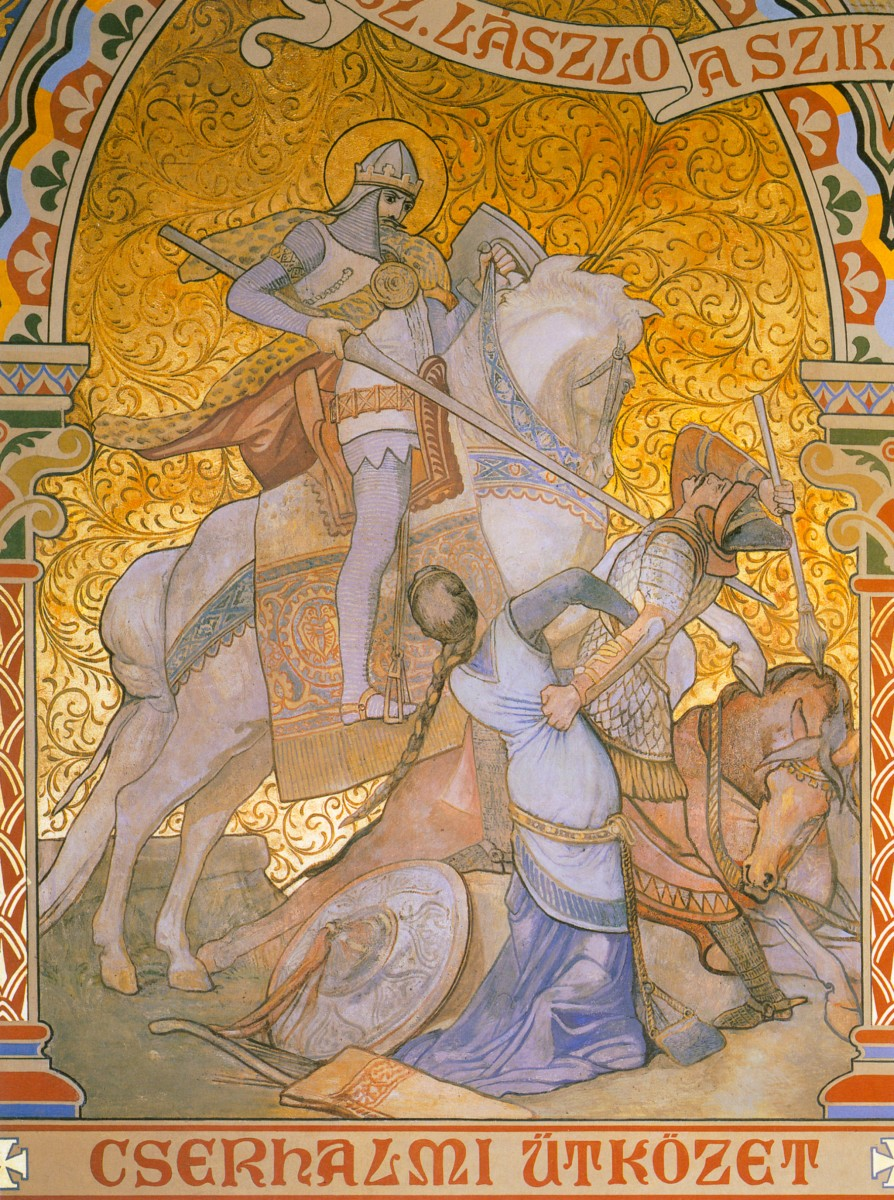
Ladislav brání Uhry proti nájezdníkům, freska, Korunovační (Matyášův) kostel v Budíně

Narodil se jako prvorozený syn krále Bély I. z dynastie Arpádovců a jeho manželky, královny Ryksy Polské. Měl dva bratry, krále Gejzu I. (* 1044/45, † 1077), Lamperta a tři sestry: Sofii, Eufémii a Helenu. Po Bélově smrti v roce 1063 vtrhl do Uherska německý císař Jindřich IV., který Ladislava a jeho bratry Gejzu a Lamperta vyhnal do Polska, kde princové požádali o pomoc polského knížete Boleslava II., které se také dočkali. V letech 1074–1077 byl Ladislav nitranským knížetem.
Gejza bojoval proti uherskému králi Šalamounovi, kterého 14. března 1074 porazil v bitvě u Mogyródu. Po tomto vítězství byl Gejza korunován ve Stoličném Bělehradě na uherského krále. Gejza zemřel roku 1077, po něm nastoupil na uherský trůn Ladislav.
Byl politicky úspěšným panovníkem. Zabránil návratu Šalamouna I., podporovaného císařem Jindřichem IV., na uherský trůn, roku 1083 dosáhl kanonizace krále Štěpána I., jeho syna Imricha a biskupa Gellerta. Vydal několik zákoníků, jimiž dosáhl stabilizace Uher. K zemím Uherské koruny připojil roku 1091 Chorvatsko, kde v Záhřebu založil biskupství.
Zemřel roku 1095 při přípravě vojenského tažení do Čech. V téže době vtrhl do Uher z Polska se svým vojskem Koloman Uherský, který nastoupil na uvolněný uherský trůn. Byl kanonizován roku 1192.
Byl pohřben v Somogyvárském opatství, které sám založil. V rábské katedrále je uložena jeho lebka, která bývá k výroční oslavě jeho svátku prezentována v relikviářové bustě svatého Ladislava ze zlaceného stříbra z počátku 15. století (během roku je busta vystavena v muzeu). Po roce 1106 byly jeho ostatky přeneseny do nově postavené katedrály ve Velkém Varadíně (Oradea) v Sedmihradsku.

## Ladislavská legenda
Legenda Sancti Ladislai Regis existuje ve dvou verzích: malé a velké. Pocházejí pravděpodobně z přelomu 12. a 13. století a jsou nejstaršími písemnými prameny o králi Ladislavovi. Ten je v ní popisován jako vládce udatný (ubránil zemi proti nájezdům Pečeněhů a Kumánů), urostlý (byl „o hlavu vyšší“ než ostatní rytíři) a spravedlivý (je zdůrazněno, že Šalamounovi dovolil návrát do vlasti) a zbožný (obracel se k Bohu často svými modlitbami).

V legendě je popisována zázračná modlitba sv. Ladislava z doby, kdy jeho vojsko trpělo hladem. Král se vzdálil a ponořil do modliteb. Prosil Boha, aby nasytil jeho bojovníky. Když se vrátil, uviděl stádo jelenů a buvolů.
 Byl světcem, rytířem i dobrým králem.

## Ikonografie
Bývá vyobrazen jako rytíř ve zbroji s taseným mečem, stojící nebo jezdec na koni, nebo jako král, stojící či trůnící v majestátu s královskými insigniemi: korunou, žezlem a jablkem, s pláštěm. Jeho patrocinium a památky se vyskytují na území Čech, Moravy, Polska, Slovenska (horních Uher) a dolních Uher, také v Chorvatsku, Rakousku a severní Itálii.

## Památky (výběr)
Kostely
- Kostel sv. Ladislava v Budapešti
- Kostel sv. Ladislava v Bratislavě
- Katedrála sv. Ladislava v Záhřeb|u, (Chorvatsko)
- Katedrála sv. Ladislava a Stanislava ve Vilně (Polsko)
- Kostel sv. Ladislava, Lutila (Slovensko), oltářní obraz
- Kostel Žehra (Slovensko), nástěnná malba z legendy, 14. století
- Kostel Kraskovo, (Slovensko), gotická malba, 14. století

Sochy 
- Jezdecká socha sv. Ladislava, bronz, odlili Martin a Jiří z Kluže, Oradea roku 1390; (zničena Turky roku 1660)[2]
- Relikviářová busta sv. Ladislava z katedrály v Györu/Rábu, po roce 1406
- Dóm sv, Alžběty, Košice, socha v průčelí, 19. století

Obrazy
- Kaple sv. Václava a Ladislava, Vlašský dvůr v Kutné Hoře, votivní obraz Krista v hrobě mezi sv. Václavem a sv. Ladislavem
- Muzeum krásných umění, Záhřeb, Gotický křídlový oltář z Bobiče, 15. století
- Bernhard Strigel: Votivní obraz krále Vladislava II. Jagellonského, Szépmüvészeti Múzeum v Budapešti
- Primaciálny (Arcibiskupský) palác, Bratislava: freska v kupoli kaple, Franz Anton Maulbertsch, 1781
- Altomonte, (Kalábrie, Lippo Memmi (škola): Deskový oltář, 1. polovina 14. století